# كأس ولي العهد 2011–12
كأس ولي العهد 2011–12 هي النسخة التاسعة عشر من بطولة كأس ولي العهد الكويتي، والتي أقيمت في موسم 2011–12. و استطاع نادي العربي الكويتي الفوز باللقب للمرة السادسة في تاريخه. بعدما تأهل إلى المباراة النهائية كل من نادي العربي الكويتي ونادي القادسية الكويتي، واستطاع نادي العربي الكويتي بأن يفوز بركلات الترحيح بنتيجة 4-1 بعدما انتهت الأشواط بالتعادل السلبي.